# Life’s What You Make It
Life’s What You Make It – singel z albumu Hannah Montana 2: Meet Miley Cyrus, a zarazem piąty singel Hannah Montany. Premiera utworu miała miejsce 9 czerwca 2007 w Radiu Disney.